# Kozîna, Huseatîn
Kozîna (în ucraineană Козина) este un sat în comuna Krasne din raionul Huseatîn, regiunea Ternopil, Ucraina.

## Demografie
Componența lingvistică a localității Kozîna
     Ucraineană (99,51%)
     Alte limbi (0,49%)
Conform recensământului din 2001, majoritatea populației localității Kozîna era vorbitoare de ucraineană (99,51%), existând în minoritate și vorbitori de alte limbi.